# Lukovištia
Lukovištia este o comună slovacă, aflată în districtul Rimavská Sobota din regiunea Banská Bystrica. Localitatea se află la altitudinea de 361 m deasupra n.m., se întinde pe o suprafață de 14,29 km2 și în 2017 număra 193 de locuitori. Se învecinează cu comuna Drienčany.

## Istoric
Localitatea Lukovištia este atestată documentar din 1407.

## Demografie
| An:                | 1994 | 2004    | 2014   | 2024   |
| ------------------ | ---- | ------- | ------ | ------ |
| Număr de persoane: | 224  | 194     | 202    | 197    |
| Diferență:         |      | −13,39% | +4,12% | −2,47% |

| An:                | 2023 | 2024   |
| ------------------ | ---- | ------ |
| Număr de persoane: | 193  | 197    |
| Diferență:         |      | +2,07% |